# St. Brigid Island
St. Brigid Island (englisch; bulgarisch остров Св. Бригита ostrow Sw[eti] Brigita) ist eine vereiste, in südwest-nordöstlicher Ausrichtung 2,7 km lange, 1,4 km breite und 222 Hektar große Insel im Archipel der Biscoe-Inseln westlich der Antarktischen Halbinsel. Sie liegt als größte der Barcroft-Inseln 1,28 km südlich von Watkins Island, 1,18 km westlich von Irving Island, 3,9 km nördlich von Bedford Island und 3 km südöstlich von Belding Island.
Die bulgarische Kommission für Antarktische Geographische Namen benannte sie 2020 nach der Heiligen Brigida von Kildare (≈451–523).